# EIHL (2012/2013)
Sezon Elite Ice Hockey League rozegrany został na przełomie 2012 i 2013 roku. Był to 55. sezon rozgrywek o Mistrzostwo Anglii w hokeju na lodzie. W rozgrywkach wzięło udział 10 zespołów.
Obrońcą tytułu była drużyna Belfast Giants, który zwyciężył w rozgrywkach sezonu zasadniczego, zaś w rozgrywkach play-off tytuł broniła drużyna Nottingham Panthers.

## Sezon zasadniczy
Sezon zasadniczy rozpoczął się 8 września 2012 roku, zakończył się zaś 24 marca 2013. Uczestniczyło w nim 10 drużyn, z których osiem awansowało do rozgrywek play-off. Dwa najgorsze drużyny zakończyły sezon po ostatniej kolejce sezonu zasadniczego.
W tym sezonie wprowadzono nowy system rozgrywek. Zespoły zostały podzielone na dwie pięciozespołowe grupy ustalone pod względem geograficznym. Pierwsza z nich Konferencja Gardiner na cześć byłego zawodnika Chicago Blackhawks pochodzącego ze Szkocji - Charlie Gardiner. W skład której znalazły się drużyny z północnej części Wielkiej Brytanii. W drugiej tj. Konferencji Erhardt uczestniczyły drużyny z południowych regionów Wielkiej Brytanii. Nazwa konferencji wzięła się od kapitana złotej drużyny Wielkiej Brytanii z 1936 roku - Carl Erhardt.
Rozgrywki zdominowała drużyna Nottingham Panthers okazał się dominującym zespołem w tym sezonie, zdobywając pierwszy od 57 lat tytuł mistrza Wielkiej Brytanii.
Tabela
| Lp. | Zespół              | M  | W  | PpD | P  | Pkt | G+  | G-  | +/-  |
| --- | ------------------- | -- | -- | --- | -- | --- | --- | --- | ---- |
| 1   | Nottingham Panthers | 52 | 42 | 1   | 9  | 85  | 232 | 111 | +121 |
| 2   | Belfast Giants      | 52 | 37 | 5   | 10 | 79  | 191 | 132 | +59  |
| 3   | Sheffield Steelers  | 52 | 35 | 3   | 14 | 73  | 184 | 133 | +51  |
| 4   | Coventry Blaze      | 52 | 24 | 6   | 22 | 54  | 156 | 181 | -25  |
| 5   | Cardiff Devils      | 52 | 21 | 8   | 23 | 50  | 160 | 168 | -8   |
| 6   | Edinburgh Capitals  | 52 | 22 | 4   | 26 | 48  | 149 | 184 | -35  |
| 7   | Fife Flyers         | 52 | 23 | 2   | 27 | 48  | 154 | 176 | -22  |
| 8   | Braehead Clan       | 52 | 20 | 6   | 26 | 46  | 163 | 200 | -37  |
| 9   | Dundee Stars        | 52 | 19 | 6   | 27 | 44  | 138 | 194 | -46  |
| 10  | Hull Stingrays      | 52 | 17 | 9   | 26 | 43  | 137 | 185 | -48  |

Legenda:       = Mistrz Wielkiej Brytanii,       = Awans do fazy play-off

## Faza play-off
Faza play-off w rozgrywkach EIHL w sezonie 2012/2013 składała się z trzech rund. Uczestniczyły w niej drużyny z miejsc od 1 do 8 sezonu zasadniczego. Drużyna, która zajęła w sezonie zasadniczym wyższe miejsce w sezonie zasadniczym (1-4), miały przywilej roli gospodarza ewentualnego siódmego meczu w rywalizacji. Przy tym Nottingham Panthers (zwycięzca sezonu zasadniczego) mógł być ewentualnie zawsze gospodarzem siódmego meczu. Pierwsza runda rozgrywana była w formule mecz i rewanż. Po której zwycięzcy awansowali do turnieju Final-Four rozgrywanego w National Ice Centre. Zwycięzca turnieju została mistrzem Play-off.
Ćwierćfinały
| Drużyna 1                            | Wynik dwumeczu | Drużyna 2           | Pierwszy mecz | Drugi mecz |
| ------------------------------------ | -------------- | ------------------- | ------------- | ---------- |
| Fife Flyers                          | 4:5            | Nottingham Panthers | 4:2           | 0:3        |
| Belfast Giants                       | 7:4            | Edinburgh Capitals  | 3:1           | 4:3        |
| Sheffield Steelers                   | 5:6 pd.        | Coventry Blaze      | 3:2           | 2:3        |
| Cardiff Devils                       | 12:9           | Braehead Clan       | 5:7           | 7:2        |
| Po lewej gospodarz pierwszego meczu. |                |                     |               |            |

Turniej finałowy
|  | Półfinały           | Półfinały       |   |                 | Finał               | Finał |  |
|  |                     |                 |   |                 |                     |       |  |
|  | 6 kwietnia 2013     |                 |   |                 |                     |       |  |
|  | Nottingham Panthers | 6               |   |                 |                     |       |  |
|  | Cardiff Devils      | 3               |   |                 |                     |       |  |
|  |                     |                 |   |                 |                     |       |  |
|  |                     |                 |   |                 | 7 kwietnia 2013     |       |  |
|  |                     |                 |   |                 | Nottingham Panthers | 3     |  |
|  |                     | Belfast Giants  | 2 |                 |                     |       |  |
|  |                     |                 |   |                 |                     |       |  |
|  |                     |                 |   |                 |                     |       |  |
|  |                     |                 |   |                 | o 3. miejsce        |       |  |
|  | 6 kwietnia 2013     | 6 kwietnia 2013 |   | 7 kwietnia 2013 | 7 kwietnia 2013     |       |  |
|  | Belfast Giants      | 5               |   | Cardiff Devils  | 5                   |       |  |
|  | Coventry Blaze      | 1               |   |                 | Coventry Blaze      | 11    |  |

Finał
| 7 kwietnia 2013 | Nottingham Panthers | 3:2 pd. | Belfast Giants | National Ice Centre, Nottingham |

| Szczegóły      | Szczegóły                                                      | Szczegóły            | Szczegóły                                     | Szczegóły                               |
| -------------- | -------------------------------------------------------------- | -------------------- | --------------------------------------------- | --------------------------------------- |
| Godzina: 16:20 | R. Lachowicz (PP) 28:43 J. Weaver (PP) 39:32 J. Fox (PP) 68:02 | (0:0, 0:2, 2:0, 1:0) | 44:53 (PP) R. Sandrock 47:54 (EQ) K. Saurette | Widzów: 6719 Sędzia główny: Tom Darnell |
| Godzina: 16:20 | 18 min.                                                        |                      | 14 min.                                       | Widzów: 6719 Sędzia główny: Tom Darnell |